# José María Castro
José María Castro (født 15. december 1892 i Avellaneda - død 2. august 1964 i Buenos Aires, Argentina) var en argentinsk komponist, dirigent og cellist.
María Castro, der var broder til Juan José Castro, hørte til Argentinas ledende komponister i det 20. århundrede. Han studerede i Rom, Paris, og var efter sin hjemkomst til Buenos Aires dirigent for det filharmoniske orkester.
Han har skrevet en symfoni, orkesterværker, balletmusik, operaer, 1 klaverkoncert, 1 violinkoncert, 1 cellokoncert etc.

## Udvalgte værker
- Symfoni "Buenos Aires" (1963) - for orkester
- Koncert (1944) - for orkester
- "Concierto Grosso" (1932) - for orkester
- Klaverkoncert (1941-1955) - for klaver og orkester
- Violinkoncert (1953) - for violin og 18 instrumenter
- Cellokoncert (1946) - for cello og 17 instrumenter